# Maria Genova
Maria Genova (Bulgaars: Мария Генова) (Plovdiv, 12 januari 1973) is een journaliste en schrijfster. Ze is opgegroeid in Plovdiv, Bulgarije, en heeft daar haar gymnasiumdiploma gehaald. Op haar negentiende verhuisde ze na een huwelijk met een Nederlander mee naar Nederland. Genova studeerde af in 1997 aan de Academie voor Journalistiek in Tilburg.
Genova is schrijver van de boeken over het leven onder communistische (marxistisch-leninistische) dictatuur en na de val van het Oostblok, vrouwenhandel in Nederland, kindermishandeling en falende jeugdzorg, identiteitsfraude, sexting en zelfdoding. Daarnaast heeft ze als journalist bij diverse media gewerkt en gepubliceerd over maatschappelijke misstanden. Ze is co-auteur van de website onlineslim.nl.
Voor haar debuutroman 'Communisme, sex en leugens' ontving ze de "De Looier Debutanten Prijs" in 2007.
Over 2015 ontving ze de You Go Girl award.